# Gallery Fake
Gallery Fake (яп. ギャラリーフェイク Гярари: Фэйку, досл. «Галерея подделок») — сёнэн-манга Фудзихико Хосоно, публиковавшаяся в журнале Big Comic Spirits с 1992 по 2005 год. В формате танкобонов было выпущено 32 тома. В 1996 году манга получила премию издательства Shogakukan.
Аниме-адаптация манги выходила в эфир телевизионных каналов TV Tokyo и Animax с 8 января по 24 сентября 2005 года. Всего вышло 37 эпизодов. Первые 25 эпизодов создала студия Tokyo Movie, оставшиеся 11 — Tokyo Kids. Обе студии работали совместно со студией Aniplex.

## Сюжет
Рэйдзи Фудзита владеет галереей, известной под названием «Gallery Fake». Судя по названию, в его галерее находятся копии произведений великих мастеров. В узких кругах известно, что владелец данной галереи занимается незаконной продажей настоящих картин, скульптур и других произведений богатым коллекционерам на чёрном рынке.

## Персонажи
Рэйдзи Фудзита — Японец лет 35-40, владелец сомнительной галереи. Раньше работал в Нью-Йорке в музее «Метрополитен» реставратором картин. Из-за споров с начальством и нежелания исполнять подпольную работу по подделыванию картин и продажи их коллекционерам, его выгнали из музея. Вскоре он открыл свою галерею в Токио. Любит крабов и недолюбливает остальную живность.
Сэйю: Тосиюки Морикава
Сара Халифа — Молодая аравийка лет 20-25. Ассистентка Фудзиты Рэйдзи. Из-за войны в своей стране получила ожог на правой руке и годы скитания. Узнав о своей любимой картине с подсолнухами, которая спаслась от пожара, произошедшем в доме Сары, которую выставляли на показ в одном из музеев Токио, девушка прибыла туда. Картина была подделкой, ибо её отца обманули при покупке данной картины, но она всё равно остаётся любимой картиной девушки. В Токио она и познакомилась с Рэйдзи.
Сэйю: Аяко Кавасуми
Саёко Митамура — Женщина лет 35-40. Директор музея Takada Art. Считает Фудзиту грязным обманщиком, ничего не приносящим в мир искусства, а лишь уничтожающим его. Но это не мешает ей иметь симпатию к этому человеку.
Сэйю: Сацуки Юкино